# Grabmal Guido Schoeller

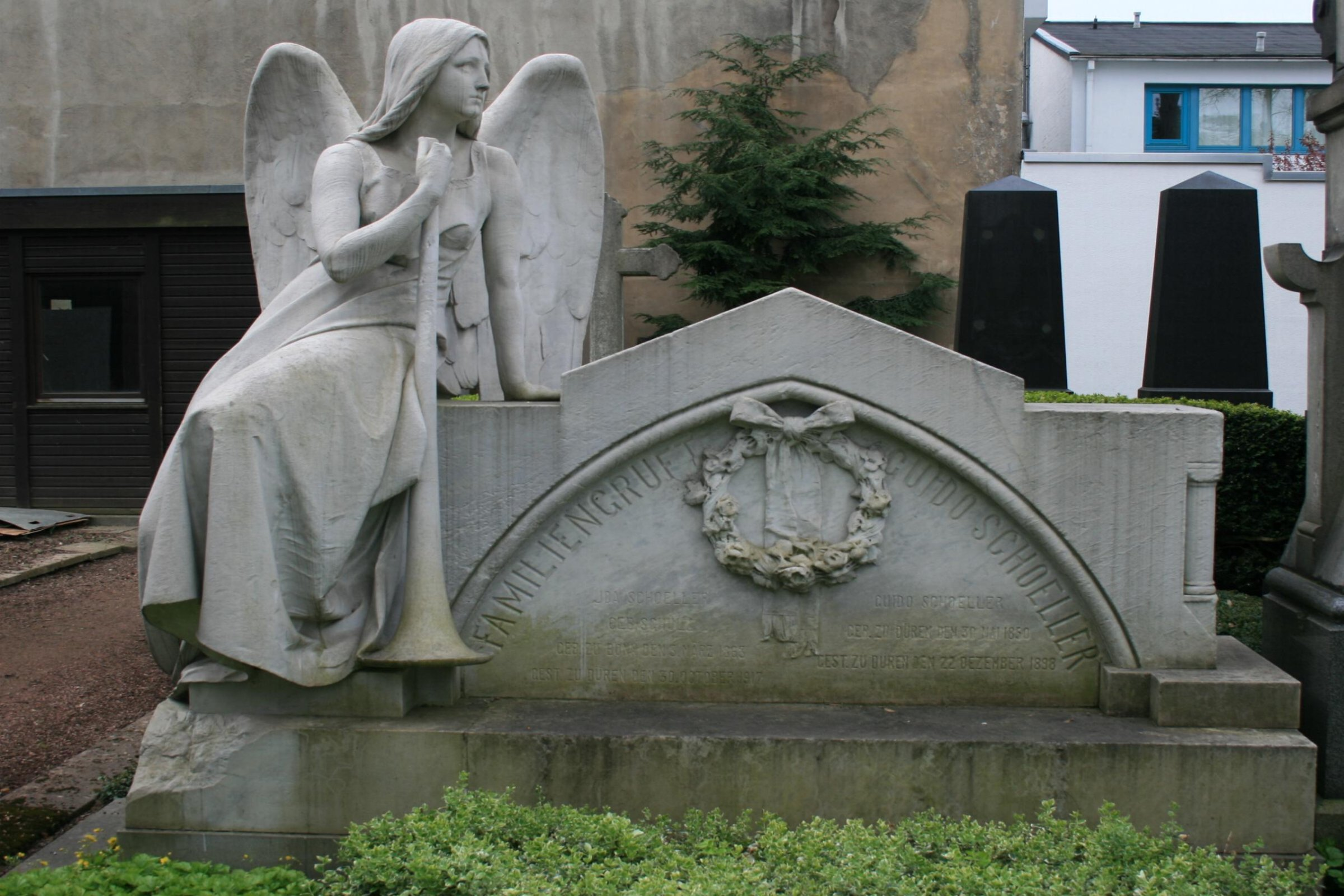
Grabmal Guido Schoeller

Das Grabmal Guido Schoeller befindet sich in Düren in Nordrhein-Westfalen. 
Die Grabstätte liegt auf dem evangelischen Friedhof in der Kölnstraße.
Das Grabmal des verstorbenen Guido Schoeller wurde 1900 vom Bildhauer Joseph Uphues aus Marmor geschaffen. Die monumentale Grabanlage zeigt einen sitzenden Grabengel mit Posaune in Anlehnung an das Markus- und Matthäus-Evangelium.
Das Bauwerk ist unter Nr. 1/055h in die Denkmalliste der Stadt Düren eingetragen.